# Parque nacional Valle de Ajar
El parque nacional Valle de Ajar está ubicado en Afganistán, en la provincia de Bamiyán. Originalmente era una reserva natural, que funcionaba ya desde el siglo XX, y que tiempo después sería usado por la familia real afgana como zona para la caza. Es considerado por la Unión Internacional para la Conservación de la Naturaleza como una de las áreas naturales más importantes del país y fue propuesto para un parque nacional en 1981. La caza furtiva sigue siendo un problema en el valle y su protección se ha visto comprometida por la guerra. Especialmente amenazada se encuentra la población de cápridos.(un género de mamíferos)